# Revoluční sekce v Paříži

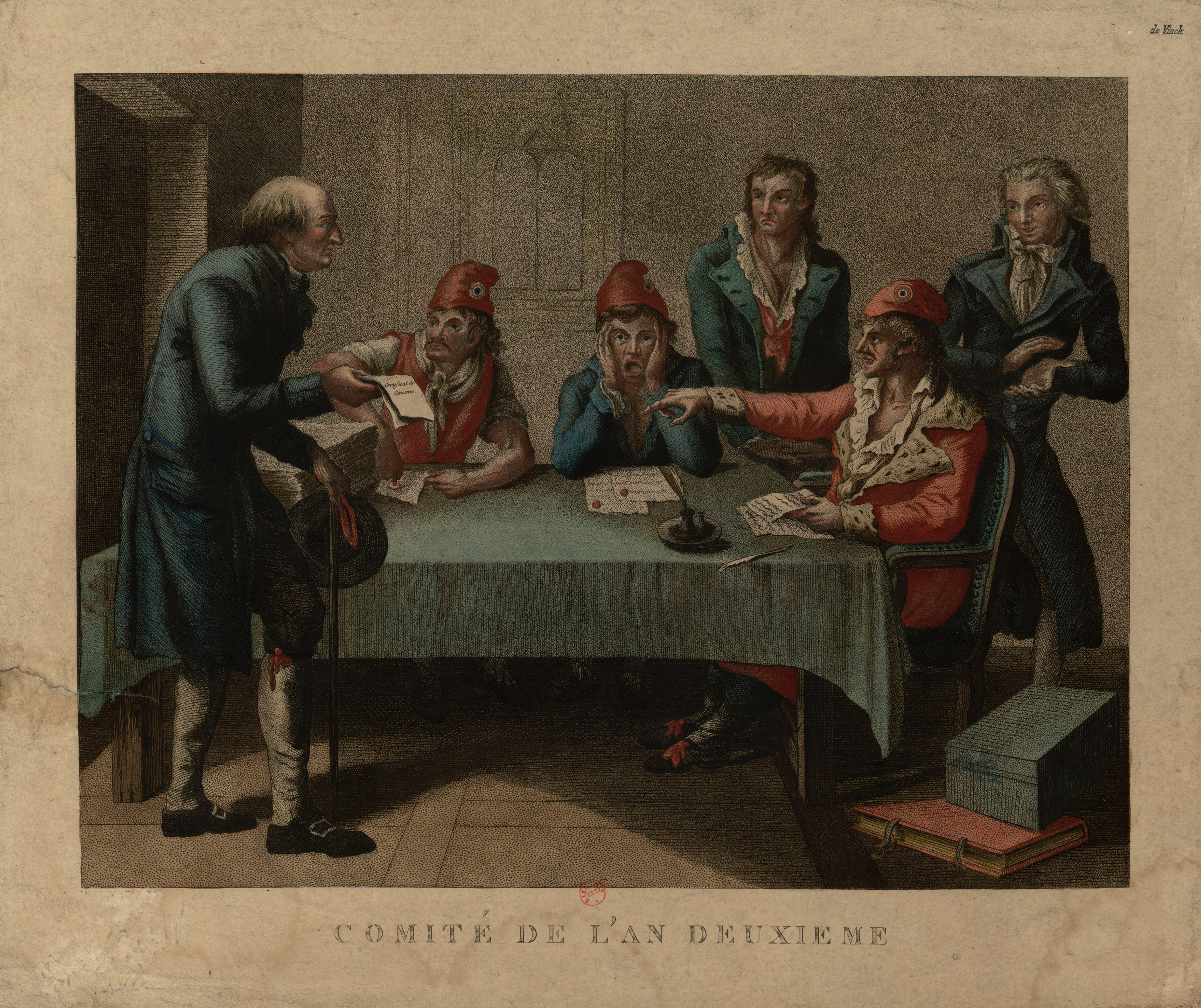
Jednání výboru pařížské revoluční sekce

Revoluční sekce v Paříži (francouzsky Section révolutionnaire de Paris) bylo 48 správních jednotek, na které se dělilo město Paříž během Velké francouzské revoluce v letech 1790–1795.

## Historie
Paříž se za Revoluce rozkládala na ploše 3 440 ha (oproti dnešním 7 800 ha). Jednalo se o území ohraničené tehdejšími městskými hradbami z let 1785–1788 na západě Place de l'Étoile, na severu Place de Clichy na východě dnešním hřbitovem Père-Lachaise a na jihu hřbitovem Montparnasse. V období starého režimu bylo město rozděleno na 21 čtvrtí. V roce 1789 kvůli volbám do generálních stavů bylo provizorně rozděleno na 60 okrsků.
21. května 1790 vydalo Národní shromáždění dekret, který 27. června schválil král Ludvík XVI., podle kterého bylo město Paříž rozděleno na 48 městských čtvrtí (sekcí), které nahradily předchozí volební okrsky. Každá sekce měla v čele občanský výbor a revoluční výbor a svolávala vojenský oddíl. Po thermidorském převratu sekce hrály ještě významnou roli v lidových vzpourách, např. v prairialském povstání, ale v roce 1795 je Direktorium zrušilo. Dne 11. října 1795 bylo správní členění Paříže upraveno na 12 městských obvodů tak, že každý z těchto obvodů zahrnoval čtyři sekce (nyní nově nazývané čtvrti) z roku 1790.

### Občanský výbor
V čele každé sekce stál šestičlenný výbor volený aktivními občany sekce, který zajišťoval smír mezi obyvateli a sloužil jako spojnice mezi sekcí a Pařížskou komunou. Od roku 1792 se zabývaly pouze politickými otázkami. Pařížané na konci července 1792 rozhodli o zrušení rozdílu mezi pasivními a aktivními občany. Tím se výbory sekcí trvale prosadily jako politický orgán sansculotů. Po tzv. Brunšvickém manifestu z 25. července 1792, který Pařížanům adresoval brunšvický vévoda, hlasovaly sekce o sesazení krále (pro bylo 47 z 48). Dne 9. srpna 1792 každá sekce vyslala komisaře zvolené aktivními i pasivními občany, kteří měli převzít pravomoci obce Paříže. Jednalo se o 52 komisařů. Tito komisaři vyhlásili den 10. srpna 1792 jako konec monarchie. Mezi těmito komisaři byli např. Jacques-René Hébert, Pierre Gaspard Chaumette, François-Xavier Audouin aj.

### Revoluční výbor
Revoluční výbory byly zřízeny zákonem ze dne 21. března 1793. Jejich hlavním cílem byl dohled nad cizinci, aniž by zasahoval do života francouzských občanů. Při zkoumání činnosti podezřelých osob výbory často výrazně překračovaly své pravomoci, které jim udělil zákon ze dne 17. září 1793. Měly právo vydávat příkazy k zatčení a také právo vydávat osvědčení o občanství, přičemž komunikovali přímo s Výborem pro veřejnou bezpečnost.

### Vojenské síly sekcí
Ozbrojené síly v Paříži v čele s vrchním velitelem byly rozděleny do šesti legií a každá legie se skládala z osmi sekcí. V každé sekci byl velitel, jeho zástupce a pobočník a dělily se na roty odpovídající více méně lidnatosti dané čtvrti. Každá rota se skládala ze 120 až 130 mužů a měla v čele kapitána, poručíka a dva podporučíky. Na každou sekci také připadala jedna dělostřelecká rota (60 mužů a dva kanóny).